# Stentjärnen (Tännäs socken, Härjedalen)
Stentjärnen är en sjö i Härjedalens kommun i Härjedalen och ingår i Ljusnans huvudavrinningsområde. Sjön har en area på 0,137 kvadratkilometer och ligger 841,1 meter över havet.

## Delavrinningsområde
Stentjärnen ingår i det delavrinningsområde (695799-131231) som SMHI kallar för Utloppet av Stentjärnen. Medelhöjden är 851 meter över havet och ytan är 1,05 kvadratkilometer. Det finns inga avrinningsområden uppströms utan avrinningsområdet är högsta punkten. Vattendraget som avvattnar avrinningsområdet har biflödesordning 2, vilket innebär att vattnet flödar genom totalt 2 vattendrag innan det når havet efter 434 kilometer. Avrinningsområdet består mestadels av skog (87 procent). Avrinningsområdet har 0,14 kvadratkilometer vattenytor vilket ger det en sjöprocent på 13,1 procent.